# Abraham Moses Klein
Moses Abraham Klein (ur. 14 lutego 1909 w Ratnie, zm. 20 sierpnia 1972 w Montrealu) – kanadyjski pisarz pochodzenia żydowskiego.

## Życiorys
Dorastał w ortodoksyjnym środowisku. W latach 1926–1930 studiował na Uniwersytecie McGilla, a 1930–1933 na Uniwersytecie Montrealskim. Był członkiem Montreal group, pisał wiersze utrzymywane w anglojęzycznej tradycji poetyckiej. W 1940 wydał zbiór poezji Hath Not a Jew, a w 1944 Poems nawiązujące do rytuału i folkloru wschodnioeuropejskich Żydów. The Hitleriad (1944) była tomem zajmującym się prześladowaniami Żydów przez Rosjan i nazistów. W 1948 opublikował swój najważniejszy tom wierszy, Rocking Chair and Other Poems, osadzony już w rzeczywistości Quebecu. Był zagorzałym zwolennikiem syjonizmu. W 1951 wydał powieść The Second Scroll nawiązującą formą do Tory i będącą refleksją nad Holocaustem, powstaniem Izraela i kondycją współczesnego kanadyjskiego Żyda.